# David Origanus

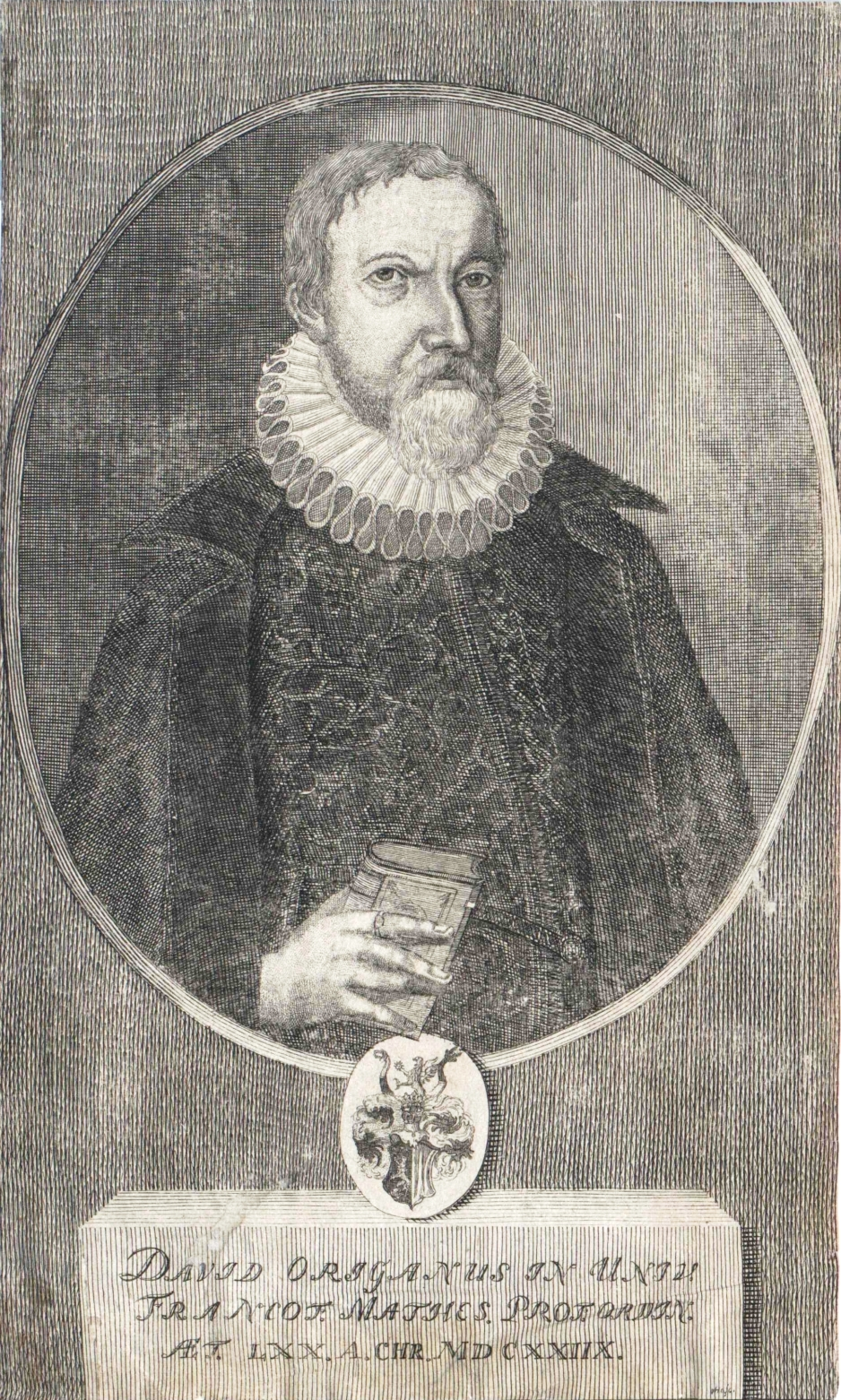
David Origanus

David Origanus (eigentlich David Tost, * 9. Juli 1558 in Glatz, Grafschaft Glatz, Königreich Böhmen; † 11. Juli 1628 in Frankfurt) war ein deutscher Mathematiker, Gräzist und Astronom.

## Leben
Seine Eltern waren der Gewandschneider Johannes Tost und dessen Frau Anna, geborene Löckner, eine Tochter des Baumeisters Ernst Löckner und der Dorothea, geborene Siber. David besuchte zuerst die Schule in Glatz und anschließend Schulen in Triebel und Königgrätz. 1574 war er ein Jahr Schüler des Breslauer Maria-Magdalenen-Gymnasiums und danach drei Jahre des Breslauer Elisabeth-Gymnasiums bei Petrus Vincentius.
Ab 1578 studierte er Philosophie an der Universität Frankfurt (Oder) und erwarb am 20. April 1581 den akademischen Grad eines Magister artium. Anschließend studierte er an den Universitäten Wittenberg und Leipzig. 1581 kehrte er nach Frankfurt zurück, wo er 1582 eine Stelle als Inspektor der Frankfurter Hochschule erhielt. 1586 wurde er zum außerordentlichen Professor der Mathematik und der Gräzistik berufen, am 3. Januar 1588 zum ordentlichen Professor der Mathematik und Astronomie.
Als Astrologe beschäftigte er sich überwiegend mit der Anfertigung von Kalendern. 1620 veröffentlichte er wissenschaftliche Nachträge zum großen chronologischen Werk des Sethus Calvisius. Bekannt wurde er vor allem mit seinem Werk „Ephemerides“. Zudem beteiligte er sich an organisatorischen Hochschulaufgaben. So war er neun Mal Dekan der Philosophischen Fakultät, in den Sommersemestern 1591 sowie 1603 Prorektor und im Sommersemester 1611 sowie im Wintersemester 1621 gleichbedeutender Rektor der Frankfurter Alma Mater. Er starb im Alter von 70 Jahren, sein Leichnam wurde in Frankfurt beigesetzt.

## Wirken
Seine „Ephemerides novae Brandenburgicae“, welche sich über den Zeitraum von 1595 bis 1630 erstrecken, verwickelten ihn zwar in Prioritätsstreitigkeiten mit Giovanni Antonio Magini und Georg Rollenhagen, beweisen aber auch, dass er eine selbständige wissenschaftliche Auffassung vertrat. In diesem Hauptwerk erkannte Origanus die von Tycho Brahe vertretene Theorie an; seine an Johannes Kepler gerichteten Briefe lassen auch erkennen, dass ihn die mannigfachen Fehler der Prutenischen Tafeln bewogen hatten, neue Planetentafeln nach Grundsätzen des Nikolaus Kopernikus als auch Tychos zu konstruieren und so einen Vergleich beider Theorien zu ermöglichen.
Obwohl Tycho die tägliche Bewegung der Erde geleugnet hatte, ließ Origanus diese zu und kam hinsichtlich der Achsendrehung den Ansichten des Kopernikus entgegen. Diesen Standpunkt, den auch der Däne Christian Sørensen Longomontanus vertrat, legte Origanus in der Vorrede zu seinen „Ephemeriden“ dar.

## Familie
Origanus war zwei Mal verheiratet. Seine erste Ehe schloss er am 25. November 1583 mit Catharina (begr. 10. Mai 1608), der Tochter des Gräzisten Matthäus Host und dessen Frau Clara Harckenstroh (Harkenstroin); diese wiederum war Tochter eines Berliner Bürgermeisters. Nach deren Tod vermählte er sich am 7. April 1611 mit Catharina, einer Tochter des Cüstriner Juristen Hieronymus Winse. Diese Ehe blieb kinderlos. Aus seiner ersten Ehe stammen die Kinder:
- Johannes Origanus († jung; begr. 24. Januar 1595 in Frankfurt)
- Catharina Origanus

1. Ehe mit Johann Crugerus Dr. theol., Pfarrer an St. Jacobi in Stettin
2. Ehe mit Valentin Arithmaeus, Jurist und Poet sowie Professor Frankfurt (Oder)
3. Ehe mit Sebastian Roberus Jurist, Prof. subst. in Frankfurt

## Werke
- Explicatio Astronomica Et Astrologica Magnae Eclipsis, quae secundum naturam, Anno hoc 1598 currente, die Februarij 25. Hora 10 ante meridiem apparebit: Cui praemissa est Brevis Descriptio Tenebrarum, quae lupra naturam, divina virtute, factae sunt tempore Passionis Christi, earumq[ue] ad Eclipses Solares collatio ….; 1598
- Ephemerides Novae Annorum XXXVI, Incipientes Ab Anno … 1595, Quo Joannis Stadii maxime aberrare incipiunt, & desinentes in annum 1630: Quibus praemissa est Introductio Seu Compendiaria Ephemeridum Enarratio … / [2]: Continentes motuum, accidentiumq[ue] motus concomitantium, item Eclipsium omnium supra & infra terram, accuratam descriptionem. Eichornius, Frankfurt 1599.
- Annorum Posteriorum Triginta ab anno 1625 ad 1654 Ephemerides Brandenburgicae. Frankfurt 1609.
- Novae motuum coelestium Ephemerides Brandenburgicae Annorum sexaginta ab anno 1595 ad 1655. Frankfurt 1609.
- Jehovae docentium doctoris altissimi sacris auspiciis rector Academiae Francofurtanae M. David Origanus… ad solemnia theologica quibus… Christophorus Pelargus… Zachariae Hermanno... summum in theologia gradum conferret 3. Cal. Jun. An. 1611 coetum literarium amice invitat; 1611.
- Kurze Beschreibung des Cometen anno 1618. 1619.
- Prognosticum Astrologicum, oder Teutsche un außführliche Practica, auff die zwey von dem lieben Gott erwartenden 1629. vnd 1630. Jahr: … Gestellt ved beschriben durch David Origanus. Getruckt im Gräflichen Markt Embs bey Bartholome Schnell, 1629.
- Annorum quinqe sequentium ephemerides. Haviland, London 1633.
- Annorum quinque sequentium ephemerides. A Davide Origano Mathematico præstantissimo, primùm ca[l]culatæ, & accomodatæ, ad Latitud. 52. Gr. 20. min. Et nunc in hac portatili forma accuratiores, & emendatiores in lucem æditae. Diligentia & curâ Ioannis Evans, Philom. Ioannis Haviland, London 1633.
- An ephemerides for five yeares to come. Calculated by the most learned and excellent mathematician, M. David Origanus; for the latitude of 52. degr. 20. min. Revised, corrected, and reduced to this forme, by Iohn Evans, Master of Arts. Iohn Haviland, London 1633.